# Casa Senyorial d'Adamova
La Casa Senyorial d'Adamova (en letó: Adamovas muižas pils) es troba a la regió històrica de Latgàlia, al municipi de Rēzekne de l'est de Letònia.